# به سرت رجوع کن
«به سرت رجوع کن» تک‌آهنگی از هنرمند اهل ایالات متحده آمریکا دی‌جی خالد، کریس براون، ریک راس، نیکی میناژ، لیل وین است که در ۳ آوریل ۲۰۱۲ منتشر شد.
این تک‌آهنگ در چارت‌های ، جزو ده ترانه اول قرار گرفت.